# Short track na Zimowych Światowych Wojskowych Igrzyskach Sportowych 2010 – 1500 m mężczyzn
Bieg na 1500 m mężczyzn na 1. Zimowych Światowych Wojskowych Igrzyskach Sportowych – jedna z zimowych konkurencji rozgrywana podczas igrzysk wojskowych w ramach short tracku, która odbyła się w dniu 24 marca 2010   w hali w Courmayeur położonego w regionie Dolina Aosty we Włoszech.

## Terminarz
Konkurencja rozpoczęła się biegami półfinałowymi w dniu 24 marca o godzinie 10:00 (czasu miejscowego).
| Harmonogram przebiegu konkurencji | Harmonogram przebiegu konkurencji | Harmonogram przebiegu konkurencji | Harmonogram przebiegu konkurencji |
| Data                              | Godzina rozpoczęcia               | Godzina rozpoczęcia               | Wydarzenie                        |
| Data                              | (UTC+01:00)                       | CET                               | Wydarzenie                        |
| --------------------------------- | --------------------------------- | --------------------------------- | --------------------------------- |
| 24 marca 2010(dts)                | 10:00                             |                                   | Półfinały                         |
| 24 marca 2010(dts)                |                                   |                                   | Finały                            |

## Uczestnicy
Do zawodów zgłoszonych zostało 12 zawodników (reprezentujących 6 kraje), a spośród nich najlepszy okazał się Chińczyk Song Weilong. 
- Austria (1)
- Belgia (1)
- Chiny (3)
- Niemcy (3)
- Ukraina (3)
- Włochy (1)

## Medaliści
| Złoto                | Srebro          | Brąz                    |
| Chiny · Song Weilong | Chiny · Nie Xin | Niemcy · Torsten Kroger |

## Wyniki

### Półfinały
Awans do finałów: dwóch najlepszych z każdego biegu eliminacyjnego (Q) oraz 2 z najlepszymi czasami wśród przegranych (q), przechodzą do finału A, pozostali do finału B. Niemiec Torsten Kroger jako siódmy zawodnik awansował do finału po uwzględnieniu wniesionego protestu.
| Miejsce    | Zawodnik           | Reprezentacja | Czas       | Uwagi      |
| Półfinał 1 | Półfinał 1         | Półfinał 1    | Półfinał 1 | Półfinał 1 |
| ---------- | ------------------ | ------------- | ---------- | ---------- |
| 1.         | Nie Xin            | Chiny         | 2:25,311   | Q          |
| 2.         | Song Weilong       | Chiny         | 2:25,391   | Q          |
| 3.         | Christoph Milz     | Niemcy        | 2:25,469   | q          |
| 4.         | Hannes Kroger      | Niemcy        | 2:25,535   |            |
| 5.         | Siergiej Lifirenko | Ukraina       | 2:25,686   |            |
| 6.         | Kris Schildermans  | Belgia        | 2:32,460   |            |
| Półfinał 2 |                    |               |            |            |
| 1.         | Cui Liang          | Chiny         | 2:23,270   | Q          |
| 2.         | Roberto Serra      | Włochy        | 2:23,581   | Q          |
| 3.         | Anton Simon        | Ukraina       | 2:23,799   | q          |
| 4.         | Torsten Kroger     | Niemcy        | 2:23,951   | ADV        |
| 5.         | Andrej Kożuch      | Ukraina       | 2:24,794   |            |
| 6.         | Andre Pulec        | Austria       | 00,000     | DSQ        |

### Finały
| Miejsce | Zawodnik       | Reprezentacja | Czas     | Uwagi |
| ------- | -------------- | ------------- | -------- | ----- |
| 01 !    | Song Weilong   | Chiny         | 2:16,214 |       |
| 02 !    | Nie Xin        | Chiny         | 2:16,259 |       |
| 03 !    | Torsten Kroger | Niemcy        | 2:17,508 |       |
| 4.      | Christoph Milz | Niemcy        | 2:20,413 |       |
| 5       | Anton Simon    | Ukraina       | 2:22,687 |       |
| 6       | Roberto Serra  | Włochy        | 2:33,220 |       |
| 7       | Cui Liang      | Chiny         | 00,000   | DSQ   |

| Miejsce | Zawodnik           | Reprezentacja | Czas     | Uwagi |
| ------- | ------------------ | ------------- | -------- | ----- |
| 1.      | Hannes Kroger      | Niemcy        | 2:17,442 |       |
| 2.      | Siergiej Lifirenko | Ukraina       | 2:17,968 |       |
| 3.      | Andrej Kożuch      | Ukraina       | 2:31,836 |       |
| 4.      | Kris Schildermans  | Belgia        | 2:32,851 |       |

Źródło